# Spinotarsus pusillus
Spinotarsus pusillus är en mångfotingart som beskrevs av Kraus 1966. Spinotarsus pusillus ingår i släktet Spinotarsus och familjen Odontopygidae. Inga underarter finns listade i Catalogue of Life.